# 艾哈迈德·拉腊基
艾哈迈德·拉腊基（阿拉伯语：‎，1931年10月15日—2020年11月2日），摩洛哥政治人物，前首相。

## 生平
1931年10月15日生于摩洛哥卡萨布兰卡。1957年从法国巴黎大学医学院毕业后回国，进入外交部工作。1960年代历任驻西班牙和美国大使。1967年至1969年担任外交大臣。1969年至1971年出任首相。1974年至1977年担任负责外交的国务大臣。1974年正式访问科威特，发表联合公报，支持巴勒斯坦人民为解放家园和恢复全部合法权利而进行斗争。1975年3月访华，与乔冠华、周恩来等会见。2020年11月2日逝世。